# Klassifizierender Raum von SU(n)
Der klassifizierende Raum {\displaystyle \operatorname {BSU} (n)} der speziellen unitären Lie-Gruppe {\displaystyle \operatorname {SU} (n)} ist der Basisraum des universellen {\displaystyle \operatorname {SU} (n)}-Hauptfaserbündels {\displaystyle \operatorname {ESU} (n)\rightarrow \operatorname {BSU} (n)}. Das bedeutet, dass {\displaystyle \operatorname {SU} (n)}-Hauptfaserbündel über einem CW-Komplex in Bijektion mit den Homotopieklassen von dessen stetigen Abbildungen in {\displaystyle \operatorname {BSU} (n)} stehen. Die Bijektion ist das zurückgezogene Hauptfaserbündel.

## Definition
Es gibt eine kanonische Inklusion von komplexen orientierten Grassmann-Mannigfaltigkeiten gegeben durch {\displaystyle {\widetilde {\operatorname {Gr} }}_{n}(\mathbb {C} ^{k})\hookrightarrow {\widetilde {\operatorname {Gr} }}_{n}(\mathbb {C} ^{k+1}),V\mapsto V\times \{0\}}. Deren direkter Limes ist:
{\displaystyle \operatorname {BSU} (n):={\widetilde {\operatorname {Gr} }}_{n}(\mathbb {C} ^{\infty }):=\lim _{n\rightarrow \infty }{\widetilde {\operatorname {Gr} }}_{n}(\mathbb {C} ^{k}).}
Da reelle orientierte Graßmann-Mannigfaltigkeiten sich als homogene Räume ausdrücken lassen durch:
{\displaystyle {\widetilde {\operatorname {Gr} }}_{n}(\mathbb {C} ^{k})=\operatorname {SU} (n+k)/(\operatorname {SU} (n)\times \operatorname {SU} (k))}
überträgt sich die {\displaystyle \operatorname {SU} (n+k)}-Wirkung auf {\displaystyle \operatorname {BSU} (n)}.

## Kleinster klassifizierender Raum
- Es ist {\displaystyle \operatorname {SU} (1)\cong 1} die triviale Gruppe und daher {\displaystyle \operatorname {BSU} (1)\cong \{*\}} der triviale topologische Raum.

- Es ist {\displaystyle \operatorname {SU} (2)\cong \operatorname {Sp} (1)} und daher {\displaystyle \operatorname {BSU} (2)\cong \operatorname {BSp} (1)\cong \mathbb {H} P^{\infty }} der unendliche quaternionische projektive Raum.

## Klassifikation von Hauptfaserbündeln
Für einen topologischen Raum {\displaystyle X} sei {\displaystyle \operatorname {Prin} _{\operatorname {SU} (n)}(X)} die Menge der {\displaystyle \operatorname {SU} (n)}-Hauptfaserbündel auf diesem bis auf Isomorphie. Ist {\displaystyle X} ein CW-Komplex, dann ist die Abbildung:
{\displaystyle [X,\operatorname {BSU} (n)]\rightarrow \operatorname {Prin} _{\operatorname {SU} (n)}(X),[f]\mapsto f^{*}\operatorname {ESU} (n)}
bijektiv.

## Kohomologiering
Der Kohomologiering von {\displaystyle \operatorname {BSU} (n)} mit Koeffizienten im Ring {\displaystyle \mathbb {Z} } der ganzen Zahlen wird von den Chern-Klassen erzeugt:
{\displaystyle H^{*}(\operatorname {BSU} (n);\mathbb {Z} )=\mathbb {Z} [c_{2},\ldots ,c_{n}].}

## Unendlicher klassifizierender Raum
Die kanonische Inklusionen {\displaystyle \operatorname {SU} (n)\hookrightarrow \operatorname {SU} (n+1)} induzieren kanonische Inklusionen {\displaystyle \operatorname {BSU} (n)\hookrightarrow \operatorname {BSU} (n+1)}auf ihren jeweiligen klassifizierenden Räumen. Die direkten Limiten dieser beiden Ketten an Inklusionen werden jeweils als:
{\displaystyle \operatorname {SU} :=\lim _{n\rightarrow \infty }\operatorname {SU} (n)}
{\displaystyle \operatorname {BSU} :=\lim _{n\rightarrow \infty }\operatorname {BSU} (n)}
bezeichnet. {\displaystyle \operatorname {BSU} } ist dabei tatsächlich der klassifizierende Raum von {\displaystyle \operatorname {SU} }.